# أدروا (أسطورة)
أدروا (بالإنجليزية: Adroa)‏ في الأساطير الأفريقية هو رب اللوغبارا، الذين يقطنون في المنطقة الممتدة بين زائير وأوغندا. وكان لأدروا مظهران: خير وشرير. كان خالق السماء والأرض وقيل إنه يظهر للشخص وهو يحتضر. يصورونه طويلا وأبيضا، بنصف جسد - أي بعين واحدة وأذن واحدة وذراع واحدة وساق واحدة. وأبناؤه يقال لهم أدرونزي (Adroanzi).